# Cheesemania
Cheesemania es un género con siete especies de plantas pertenecientes a la familia Brassicaceae. 

## Especies seleccionadas
- Cheesemania enysii
- Cheesemania fastigiata
- Cheesemania gibbsii
- Cheesemania latesiliqua
- Cheesemania radicata
- Cheesemania stellata[1]
- Cheesemania wallii[2]